# Syzygium smithii
Syzygium smithii là một loài thực vật có hoa trong Họ Đào kim nương. Loài này được (Poir.) Nied. miêu tả khoa học đầu tiên năm 1893.

## Hình ảnh

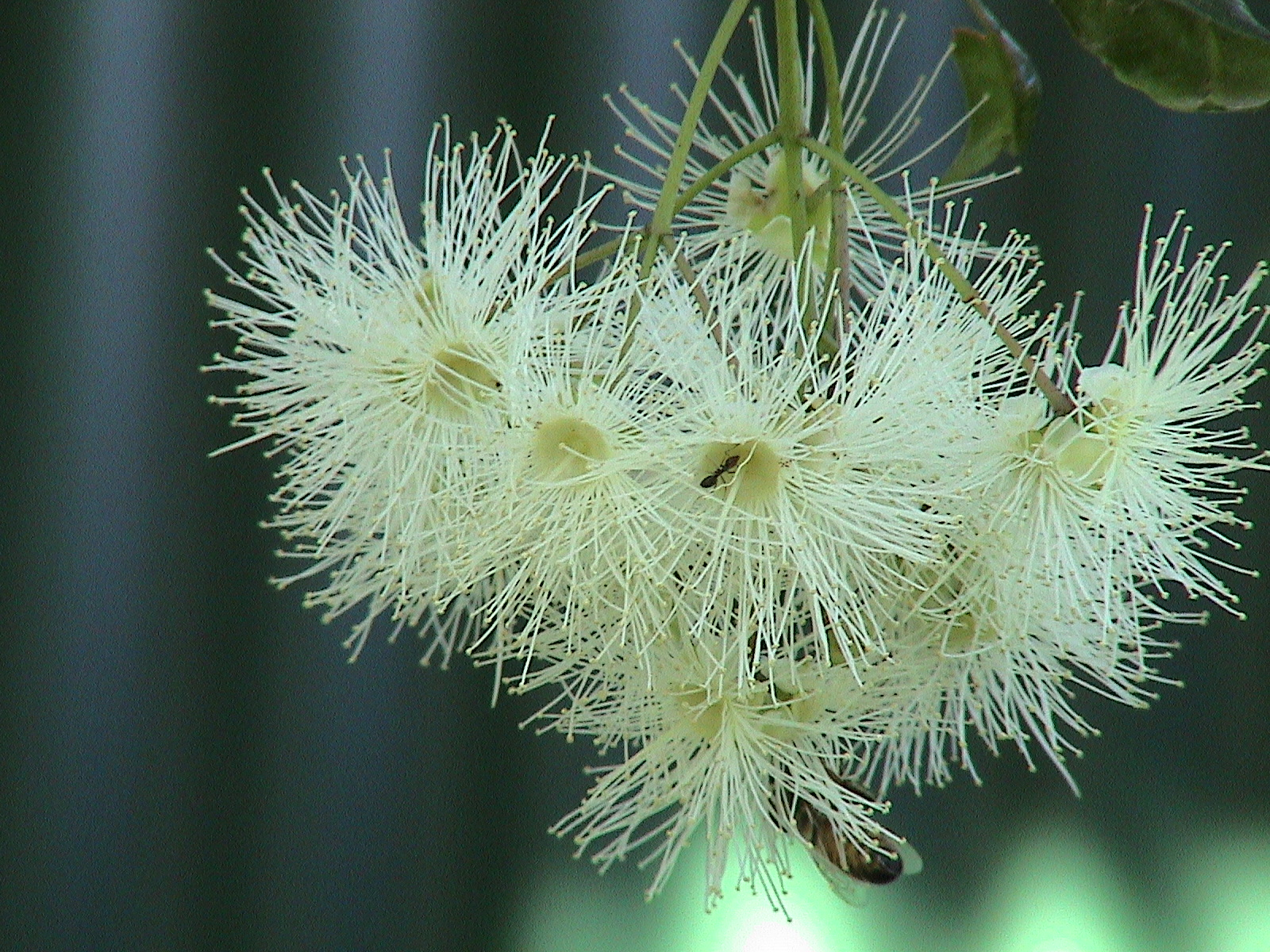
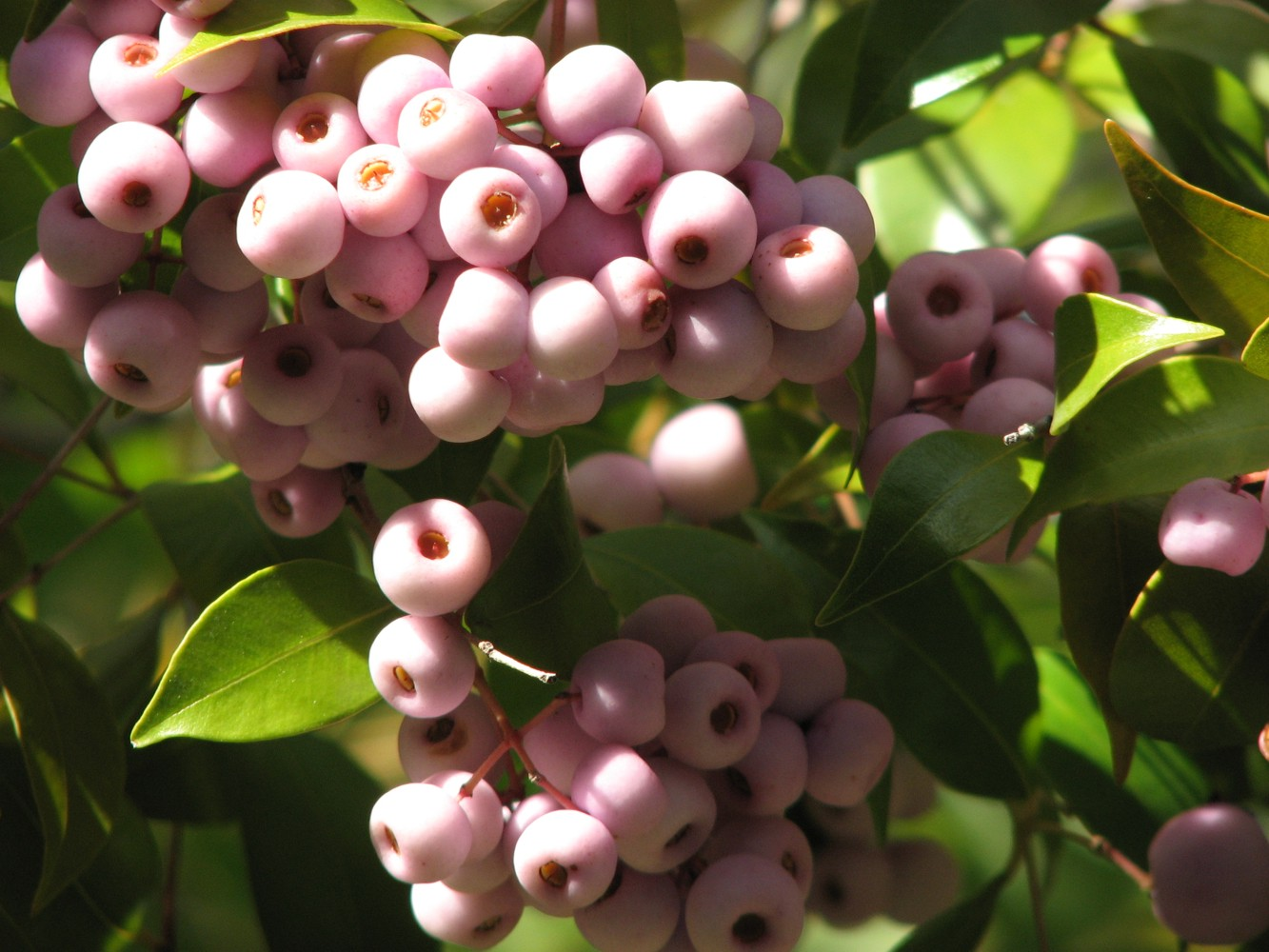